# Leopold von Buch
Christian Leopold von Buch (ur. 26 kwietnia 1774 w części miasta Stolpe w Angermünde, zm. 4 marca 1853 w Berlinie) – niemiecki geolog, wulkanolog i paleontolog.

## Pochodzenie
Von Buch pochodził z brandenburskiej starej rodziny szlacheckiej von Buch, która posiadała majątki na północ od Berlina i w Marchii Wkrzańskiej. Jego ojcem był pruski poseł Adolf Friedrich von Buch (1733–1811), a matką żona Adolfa, Charlotte Philippine Juliane z domu von Arnim-Suckow (1746–1810).

## Życiorys
W latach 1790-1793 studiował w Wyższej Szkole Górniczej we Freibergu pod kierunkiem Abrahama G. Wernera, a następnie w latach 1793-1796 na Uniwersytecie w Getyndze. Jeden z najwybitniejszych przedstawicieli plutonizmu, zwolennik katastrofizmu.
W swojej pracy z 1819  mówiącej o Wyspach Kanaryjskich wyraził pogląd, że wszystkie szczyty górskie zostały wypiętrzone przez magmę, która podnosząc się wywierała nacisk na skorupę ziemską. W 1826 wykonał pierwszą geognostyczną mapę Niemiec. Wniósł duży wkład do naukowego wydzielenia systemu jurajskiego. Od 1832 był członkiem Petersburskiej Akademii Nauk, a od 1840 członkiem Francuskiej Akademii Nauk.

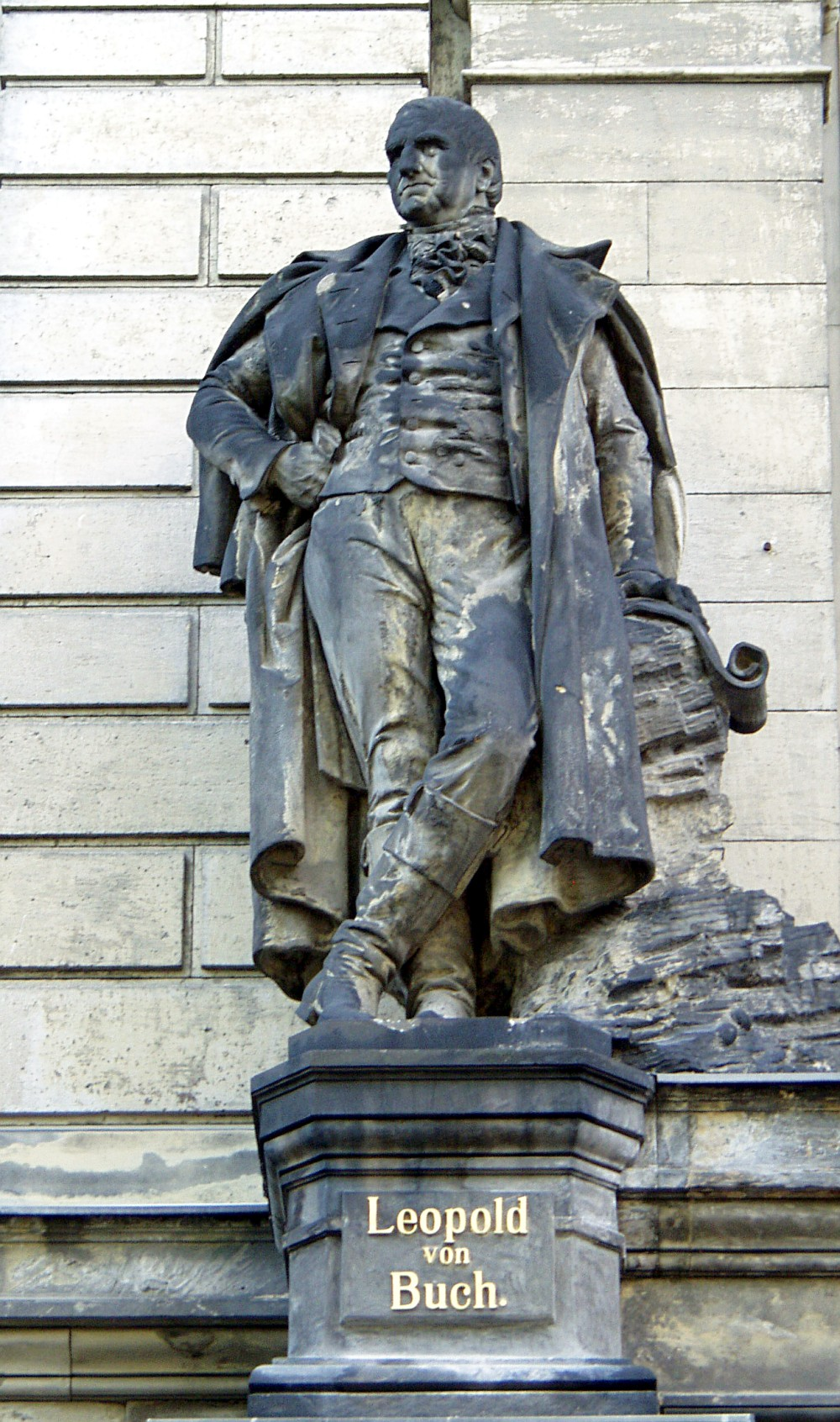
Posąg Leopolda von Bucha nad wejściem do Muzeum Historii Naturalnej w Berlinie. Rzeźbiarz: Richard Ohmann

Jako paleontolog i prekursor myśli ewolucyjnej wniósł zasługi badając skamieniałości mięczaków mioceńskich z Wołynia oraz paleozoiczne skamieniałości z Dolnego Śląska. W 1798 napisał pracę nt. geologii Karkonoszy). W 1838 opisał dewońskie i karbońskie amonity z Dzikowca. Był też prekursorem idei specjacji allopatrycznej.

## Wyróżnienia i odznaczenia
- W 1808 roku został wybrany na członka korespondenta, a w 1820 roku na członka zagranicznego Bawarskiej Akademii Nauk.[2]
- W 1815 został członkiem korespondencyjnym Académie des sciences.
- W 1818 wybrano go na członka Towarzystwa Naukowego Leopoldina.
- W 1820 został wybrany na członka Royal Society of Edinburgh.
- w 1842 otrzymał Pour le Mérite za Naukę i Sztukę[3]
- W 1905 uhonorowano go tablicą pamiątkową w Getyndze, odnowioną w 1953 roku.